# Lincoln (Nuovo Messico)
Lincoln è una comunità non incorporata della contea di Lincoln nel Nuovo Messico, negli Stati Uniti, situata a circa 92 chilometri a ovest di Roswell (su strada) e appena a sud della foresta nazionale di Lincoln. La città aveva una popolazione di circa 800 abitanti nel 1888, e Main Street è stata preservata dagli attuali residenti. La comunità si trova sulla U.S. Route 380.
Originariamente chiamato Las Placitas del Rio Bonito dalle famiglie spagnole che si stabilirono negli anni 1850, il nome della comunità fu cambiato in Lincoln quando la contea di Lincoln fu creata il 16 gennaio 1869. La contea di Lincoln fu "fondata" da cinque culture poiché prima fu scoperta e abitata dai nativi americani, scoperta di nuovo dai conquistadores, colonizzata da messicani, e infine ricolonizzata dagli angloamericani. Prende il nome da Abraham Lincoln.
Lincoln era al centro della guerra della contea di Lincoln, combattuta dal 1876 al 1879, ed è la dimora storica di Billy the Kid. Il villaggio tiene un festival annuale ad agosto con una rappresentazione a cielo aperto di The Last Escape of Billy the Kid.
Per circa un anno durante la seconda guerra mondiale, l'Old Raton Ranch, un campo abbandonato del Civilian Conservation Corps alla periferia di Lincoln, era usato per confinare i lavoratori delle ferrovie nippo-americani e le loro famiglie. Tutti i 32 internati provenivano da Clovis, nel Nuovo Messico; l'intera popolazione nippo-americana fu messa agli arresti domiciliari poco dopo che l'attacco a Pearl Harbor portò gli Stati Uniti in guerra, e il Servizio di Immigrazione e Naturalizzazione li "evacuò" a Lincoln il 23 gennaio 1942. A differenza dei "centri di raccolta" dove la maggior parte dei nippo-americani trascorreva i primi mesi della loro incarcerazione in tempo di guerra, l'accesso alla scuola, all'occupazione e alle attività ricreative non era consentito a Lincoln. Il 18 dicembre 1942, gli internati furono trasferiti in molti dei campi di concentramento più pubblici gestiti dall'Autorità di ricollocamento di guerra.
Il Lincoln Historic District è stato inserito nel National Landmark nel 1960.